# William Paul Roberts
William Paul Roberts (11 juillet 1841 – 28 mars 1910) est un brigadier général de l'armée des États confédérés pendant la guerre de Sécession. Nommé à l'âge de 23 ans, il est le plus jeune officier général confédéré.

## Avant la guerre
William Paul Roberts naît le 11 juillet 1841 dans le comté de Gates, en Caroline du Nord, le fils de John S. et Jane Roberts.

## Guerre de Sécession
En 1861, à l'âge de 19 ans, Roberts s'enrôle comme soldat dans la compagnie C du 19th North Carolina Infantry, qui sera plus tard désigné comme le 2nd North Carolina Cavalry. Après avoir servi avec distinction pendant les opérations du régiment en Caroline du Nord, mais sans formation militaire formelle, il est promu troisième lieutenant le 30 août 1861. Le 13 septembre 1862, Roberts est promu premier lieutenant. Le régiment de Roberts est transféré en Virginie, à l'automne de la même année et prend part à plusieurs batailles, parmi elles : la bataille de Fredericksburg, la bataille de Suffolk, et la bataille de Brandy Station. Le 13 novembre 1863, Roberts est promu capitaine, puis commandant avant le printemps 1864, quand il combat dans la brigade de Carolien du Nord de la division de William Henry Fitzhugh Lee. Il est promu colonel en juin 1864 et pendant le siège de Petersburg, il reçoit le commandement du 2nd North Carolina Cavalry. Roberts mène une charge à contre les parapets de l'Union, démonté, prend les trous d'hommes et capture plusieurs soldats de l'Union lors de la seconde bataille de Ream's Station le 25 août 1864. Le 23 février 1865, Roberts est promu brigadier général. Selon la tradition, le général Robert E. Lee remet à Roberts les gantelets personnels de Lee en reconnaissance du service distingué de Roberts. Roberts continue à commander sa brigade lors de la bataille de Five Forks, et finalement se rend à la bataille d'Appomattox Court House, le 9 avril 1865.

## Après la guerre
Après la guerre, Roberts retourne dans le comté de Gates, en Caroline du Nord, où il épouse Eliza Ann Roberts. Il entre dans la vie politique de l'État en tant que représentant du Comté de Gates à la convention constitutionnelle de 1875. En 1876, il est élu à la législature de Caroline du Nord. Il devient par la suite auditeur de l'État de Caroline du Nord et reste à ce poste de 1880 jusqu'en 1888. En 1889, le président Grover Cleveland le nomme consul des États-Unis à Victoria, en Colombie-Britannique.

## Décès
William Paul Roberts meurt à Norfolk, en Virginie, le 28 mars 1910. Il est enterré dans son comté natal à Gatesville, en Caroline du Nord.